# Александр Сакс
Александр Сакс (англ. Alexander Sachs, 1 серпня 1893 — 23 червня 1973) — американський економіст і банкір. У жовтні 1939 року передав листа Ейнштейна-Сіларда президенту Франкліну Д. Рузвельту, припускаючи, що дослідження ядерного поділу повинні бути продовжені з метою можливого створення ядерної зброї, якщо це виявиться можливим, зважаючи на ймовірність того, що нацистська Німеччина буде зроби так. Це призвело до початку Манхеттенського проєкту Сполучених Штатів.

## Життя і кар'єра
Олександр народився в Россієні, Російська імперія (нині Расейняй, Литва) у сім'ї Семюеля та Сари Сакс, у 1904 році переїхав до США до свого брата Джозефа А. Сакса. Здобув освіту в середній школі Таунсенд Гарріс, міському коледжі Нью-Йорка та Колумбійському коледжі в Нью-Йорку.
У 1913 році приєднався до відділу муніципальних облігацій бостонського інвестиційного банку Lee, Higginson &amp; Co., але в 1915 році повернувся до навчання як аспірант із соціальних наук, філософії та юриспруденції в Гарвардському коледжі. Пізніше був викладачем Прінстонського університету.
Між 1918 і 1921 роками він був помічником судді Луїса Брандейса та Сіоністської організації Америки з міжнародних проблем Близького Сходу та мирної конференції Першої світової війни.
З 1922 по 1929 рік він був економістом та інвестиційним аналітиком Walter Eugene Meyer у сфері придбання акцій. Потім організував і став директором відділу економічних інвестиційних досліджень у Lehman Corporation, щойно створеній інвестиційній компанії Lehman Brothers. У 1931 році приєднався до правління Lehman. Був віце-президентом з 1936 по 1943 роки, залишаючись у правлінні до самої смерті у віці 79 років.
У 1933 році Сакс працював організатором і керівником відділу економічних досліджень Управління національного відновлення. У 1936 році він працював у Комітеті національної політики. Під час війни він був економічним радником Військової ради нафтової промисловості та спеціальним радником директора Управління стратегічних служб.

## Сім'я
Він був одружений на художниці, винахіднику та підприємцю німецького походження Шарлотті Крамер Сакс (1907—2004).

## Атомна бомба
Річард Г. Гьюлетт і Оскар Е. Андерсон описують роль Сакса в приверненні уваги президента Рузвельта до можливості створення атомної бомби:
У Білому домі секретар президента, генерал Едвін М. Вотсон, викликав двох спеціалістів з боєприпасів з армії та флоту, полковника Кіта Ф. Адамсона та командувача Гілберта К. Гувера. Після того, як Сакс пояснив їм свою місію, його привели до генерального директора. Сакс прочитав вголос супровідний лист, у якому наголошувалося на тих самих ідеях, що й повідомлення Ейнштейна, але більше вказувалося на потребу у фінансуванні. Коли інтерв’ю наближалося до кінця, Рузвельт зауважив: «Алекс, ти прагнеш подивитись, щоб нацисти нас не підірвали». Тоді він викликав «тато» Ватсона і оголосив: «Це вимагає дій».